# Beaumont-sur-Dême
Beaumont-sur-Dême é uma comuna francesa na região administrativa do País do Loire, no departamento de Sarthe. Estende-se por uma área de 13.49 km². Em 2010 a comuna tinha 337 habitantes (densidade: 25 hab./km²).